# Џеферсонвил (Охајо)
Џеферсонвил (енгл. Jeffersonville) град је у америчкој савезној држави Охајо.

## Демографија
По попису из 2010. године број становника је 1.203, што је 85 (-6,6%) становника мање него 2000. године.
| Група             | 2000.         | 2010.         |
| Белци             | 1.153 (89,5%) | 1.095 (91,0%) |
| Афроамериканци    | 86 (6,7%)     | 51 (4,2%)     |
| Азијати           | 0 (0,0%)      | 2 (0,2%)      |
| Хиспаноамериканци | 5 (0,4%)      | 23 (1,9%)     |
| Укупно            | 1.288         | 1.203         |